# Мышский замок
Мышский замок (бел. Мышскі замак) — бывший замок, который существовал во второй половине XVI — первой половине XVII вв. около деревни Старая Мышь (Барановичский район) на высоком правом берегу реки Мышанки. Построен магнатом Яном Каролем Ходкевичем.

## История
Крепость отмечена на карте Великого княжества Литовского XVI в. Замок находился на важном стратегическом пути — Варшавском тракте — и являлся основным препятствием на пути врага.
В 1654 году в во время Русско-польской войны 1654-1667 гг. после длительной осады замок был взят московскими войсками и сожжён. Московские воеводы докладывали царю: «В городе Мыши литовских людей всех побили, которых застали, и языков взяли многих людей. И городок Мышь выжгли и со всем разорили без остатку...» Новогрудский воевода Пётр Вежевич, который возглавлял оборону замка, отступил с частью армию в Слоним.

## Описание
Квадратный в плане (50х50 м) замок был окружен с востока, юга и запада земляным валом (шириной около 15, высотой 3,5-4 м) и оборонительным рвом (шириной 30, глубиной до 15 м, откосы берегов 45°), с севера огражденный болотистым берегом реки. На земляном валу и на северном краю замка были деревянные стены с 4 башнями в углах.